# De Supernaturalist
De Supernaturalist is een sciencefictionboek voor kinderen van de Ierse schrijver Eoin Colfer, die vooral bekend is door zijn Artemis Fowl-reeks.
De Supernaturalist is een spannend verhaal, dat weleens omschreven is als een kruising tussen Oliver Twist en The Matrix.
De auteur heeft aangegeven dat er misschien een vervolg komt, maar er zijn geen verdere gegevens bekend. 

## Personages
Kosmo HeuvelDe jongen waarover dit verhaal eigenlijk gaat.
Stefan BashkirDe leider van de supernaturalisten.
Mona VasquezEerder een van de Schatjes(autobende in de stad Booska). Werd gered door Stefan.
Lucien "Ditto" BonnEigenlijk een mislukt experiment. Ditto is bartoli-baby, deze dingen zijn een beetje onmenselijk.
De ParasietenDe supenaturalisten denken dat deze beestjes slecht zijn en leven wegzuigen. Dit is echter niet waar, deze beestjes halen juist pijn weg.
Bijpersonages (in het Nederlands)
Knevel (Francis)Dit personage gaat helaas dood. Francis, beter bekend als Knevel, is ook een weesjongen en tevens de vriend van Kosmo Heuvel.
Ellen FaustinoBedenker van het project met on-soort 4 (Parasieten).
Ray SchijnBurgemeester van Satellietstad.
RedwoodVoornaam onbekend. Werkt in het weeshuis. Haat de ongesponsorden.
HelerTevens een weesjongen. Hij was bekend in het weeshuis om zijn kennis van ziekenverzorging.